# Circuito di Oulton Park
Il circuito di Oulton Park è un tracciato situato nel nord-ovest dell'Inghilterra, nelle vicinanze di Little Budworth, Cheshire. La lunghezza del circuito è di 4,5 km (2,8 miglia) ma è possibile effettuare gare anche su tracciati più corti.
La pista originariamente era un campo di addestramento usato dalle truppe statunitensi nel periodo precedente allo sbarco in Normandia.
La prima pista venne realizzata dal Mid-Cheshire Car Club e negli anni cinquanta ottenne un notevole successo di pubblico. Su questo circuito si tenevano competizioni quali la International Gold Cup, una gara con vetture di Formula 1 ma non valida per il campionato, alla quale prendevano parte i piloti e i team migliori del periodo. Tra i partecipanti anche Stirling Moss che vi totalizzò cinque vittorie. Altri eventi che si tenevano da Oulton Park erano le gare di Formula 5000, gare di vetture sport e turismo.
Attualmente il circuito ospita le gare dei campionati britannici di Superbike, Formula 3, GT e Turismo.

## Altri circuiti britannici
- Circuito di Brands Hatch
- Circuito di Cadwell Park
- Circuito di Croft
- Circuito di Crystal Palace
- Circuito di Donington Park
- Circuito di Goodwood
- Circuito di Mallory Park
- Circuito di Silverstone
- Circuito di Thruxton

## Galleria d'immagini

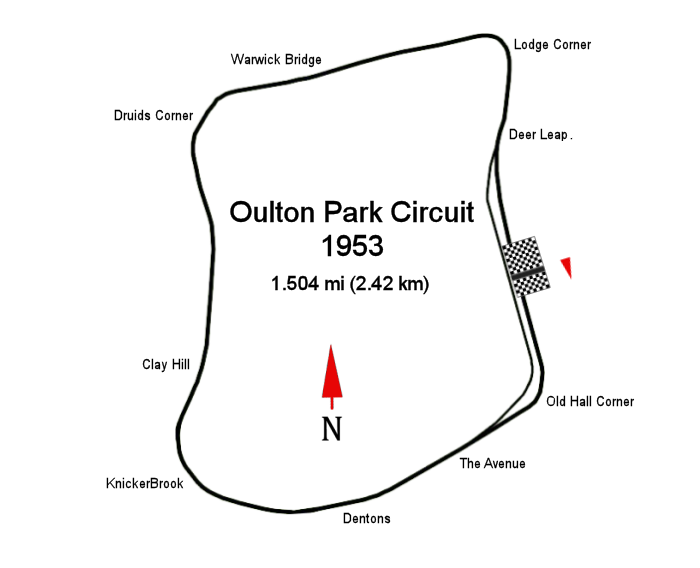
Tracciato originale del 1953